# كريس هولزوورث
كريس هولزوورث (بالإنجليزية: Chris Holdsworth؛ مواليد 24 أكتوبر 1987) هو مُقاتل فنون قتالية مختلطة أمريكي سابق.

## وصلات خارجية
- كريس هولزوورث على موقع يو إف سي (الإنجليزية)
- كريس هولزوورث على موقع شيردوغ (الإنجليزية)
- كريس هولزوورث على موقع IMDb (الإنجليزية)